# Жиро, Альбер
Альбер Жиро́, собственно Эмиль Альбер Кайенберг (фр. Albert Giraud,  Émile Albert Kayenberg; 23 июня 1860, Лёвен — 26 декабря 1929, Схарбек) — бельгийский поэт, писавший по-французски.

## Биография и творчество
Учился на юридическом факультете Лёвенского католического университета. Диплома не получил, занялся журналистикой. Принадлежал к группе поэтов-символистов, объединившихся вокруг журнала «Молодая Бельгия», куда входили также Жорж Роденбах, Макс Валлер, Анри Мобель, Иван Жилькен, Валер Жиль, Эмиль Ван Аренберг и другие. По мнению российского литературоведа Ирины Никифоровой, однако,

В рамках парнасской эстетики остается творчество Альбера Жиро, в частности его программный сборник «Вне века» (1888), где Жиро в манере Эредиа декларирует намерение уйти от своего низменного века в величественное прошлое, в любовь, в искусство…

Стал одним из первых членов Королевской академии французского языка и литературы Бельгии (1920). Служил библиотекарем. К концу жизни совсем ослеп.

## Признание
Дебютный сборник стихотворений Альбера Жиро «Лунный Пьеро» (фр. Pierrot lunaire: Rondels bergamasques; 1884) получил особую известность благодаря Арнольду Шёнбергу, положившему его на музыку в 1912 году. Для своего одноимённого вокального цикла композитор отобрал 21 (7х3) стихотворение из 50, в немецком переводе О. Э. Хартлебена. Позднее этот знаменитый цикл лег в основу телевизионного музыкального фильма немецкого кинорежиссёра Оливера Херрманна Одна ночь, одна жизнь с участием певицы Кристины Шефер; музыка в исполнении Наташи Остеркорн (фортепиано) и Ensemble InterContemporain под руководством Пьера Булеза (2002, см. ).
В Схарбеке именем поэта названа улица, в местном парке Иосафат ему воздвигнут памятник работы Виктора Руссо.

## Переводы на русский язык
- Избранные стихотворения Жиро в переводах Эллиса и С. Рафаловича. // Умственный аквариум: Из поэзии и прозы бельгийского символизма. / Сост. М. Яснов. — СПб.: Петербург — XXI век, 2003. — С. 186—193. Там же в переводе М. Яснова опубликовано его эссе Художественные ереси (С. 226—236).